# L.A. Woman
L.A. Woman је шести албум америчке рок групе The Doors, уједно и последњи њихов албум објављен за живота Џима Морисона, издат у априлу 1971. године.

## Списак песама
1. - 4:18
2. - 3:17
3. - 4:38
4. - 4:08
5. - 7:49
6. - 4:34
7. - 3:09
8. - 4:57
9. - 4:12
10. - 7:10